# Санчес, Хайме
Хайме Санчес Фернандес, более известный как Хайме (род. 20 марта 1973 года в Мадриде) — испанский футболист, выступавший на позиции полузащитника.

## Карьера
Хайме родился в Мадриде. После начала карьеры со столичной командой «Алькала» (с которой он в 1992 году вышел в Сегунду B) он присоединился к «Реал Мадриду», предварительно отыграв три сезона за резервные команды.
Хайме впервые сыграл в Ла Лиге за «Расинг Сантандер» на правах аренды, будучи игроком основы в сезоне 1996/97, а затем вернулся домой, чтобы помочь «бланкос» в кампании Лиги чемпионов УЕФА. Он вышел на поле на 81-й минуте финального матча против «Ювентуса», «Реал» выиграл с минимальным счётом, а Хайме оставался с клубом два года.
Впоследствии Хайме подписал контракт с «Депортиво Ла-Корунья» и до прихода в команду Альдо Душера был основным игроком, в частности в победном чемпионате 2000 года, впервые в истории клуба. Однако он провёл только один сезон за «Депортиво», его несколько раз сдавали в аренду, так он получил опыт игры в немецкой Бундеслиге за «Ганновер 96».
Хайме вышел в отставку в 2006 году в возрасте 33 лет после двух сезонов с «Альбасете» и «Расинг Ферроль» соответственно. Причём в обоих сезонах клубы Хайме понижались в классе.
Он начал свою карьеру тренера в структуре «Депортиво». В сезоне 2015/16 он тренировал «Эуме» из регионального чемпионата Галисии. Позже работал с другими галисийскими клубами, такими как «Орденес» и «Ноя».
В сезоне 2020/21 он тренировал «Фистерру», а в конце сезона перешёл в «Косладу». В феврале 2022 года он присоединился к тренерскому штабу «Алькалы» в качестве помощника тренера.

## Достижения
- Чемпионат Испании: 1999/2000
- Суперкубок Испании: 1997, 2000
- Лига чемпионов УЕФА: 1997/98
- Межконтинентальный кубок: 1998